# Cugir
Cugir (niem. Kudschir, węg. Kudzsir) – miasto w okręgu Alba w Rumunii. Leży niemal 45 km na południowy zachód od Alba Iulia, na wysokości około 300 m n.p.m., u podnóża gór Surianu. W roku 2011 liczyło 21 376 mieszkańców.

## Demografia
Skład etniczny według spisu z 2011 roku:
- Rumuni – 18 985 (88,81 %)
- Romowie – 672 (3,14 %)
- Węgrzy – 187 (0,87 %)
- Niemcy – 40 (0,19 %)
- Słowacy – 7 (0,03 %)
- Czesi – 3 (0,01 %)
- Ukraińcy – 3 (0,01 %)
- nieokreślona przynależność – 1472 (6,89 %)

## Gospodarka
W mieście rozwinął się przemysł elektrotechniczny, maszynowy, lekki oraz spożywczy.